# Polixo (náyade)
Polixo es, en la mitología griega, una Náyade del río Nilo, presumiblemente una de las hijas del dios-río  Nilo. Fue una de las mujeres de Dánao, al que dio doce hijas: Autónoe, Téano, Electra, Cleopatra, Eurídice, Glaucipe, Antelea, Cleodora, Evipe, Erató, Estigne y Brice. Estas casaron con los doce hijos de Egipto y Caliadne (hermana de Polixo), y les asesinaron en la noche de bodas.